# سید رضا پردیس
سیدرضا پردیس (زاده ۱۳۲۵ قزوین) سرتیپ خلبان اف-۴ فانتوم ۲ نیروی هوایی ارتش جمهوری اسلامی ایران و فرمانده آن نیرو از تاریخ ۶ خرداد ۱۳۸۰ تا ۱۴ مهر ۱۳۸۳ بود.
وی در سال ۱۳۴۴ به عضویت نیروی هوایی شاهنشاهی ایران درآمد و در خلال جنگ ایران و عراق از خلبانان نیروی هوایی بود و به‌علت عملکردش در جنگ، نشان فتح دریافت کرد. 
پردیس از ۱۳۶۳ تا ۱۳۷۵ فرمانده پایگاه سوم شکاری بود، در فاصله سالهای ۱۳۷۵ تا ۱۳۸۰ به‌عنوان معاون عملیات نیروی هوایی فعالیت می‌کرد، از ۱۳۸۰ تا ۱۳۸۳ فرماندهی نیروی هوایی ارتش را برعهده داشت و از ۱۳۸۳ تا ۱۳۸۹ نیز مشاور عالی فرمانده کل قوا بود.

## فعالیت‌های نظامی
۱۳۴۴: ورود به نیروی هوایی ارتش
۱۳۴۶: دورهٔ رادار اف-۴ فانتوم ۲ در آمریکا
۱۳۴۸: دورهٔ معلمی رادار اف-۴ فانتوم ۲ در آمریکا
۱۳۴۹: مسئول آموزش فنی و خلبانی نیروی هوایی
۱۳۵۱: دورهٔ خلبانی شکاری در آمریکا
۱۳۵۳: خلبان کابین عقب اف-۴ فانتوم ۲ بوشهر ـ شیراز
۱۳۵۴: خلبان کابین جلو اف-۴ فانتوم ۲تهران ـ همدان
۱۳۵۹: معاون عملیات پایگاه دهم شکاری
۱۳۶۰: خلبان شکاری پایگاه دهم شکاری
۱۳۶۱: خلبان شکاری اف-۴ فانتوم ۲ و فرماندهٔ گردان نگهداری پایگاه سوم شکاری
۱۳۶۲: جانشین فرماندهی پایگاه سوم شکاری
۱۳۶۳ تا ۱۳۷۵: فرماندهی پایگاه سوم شکاری
۱۳۷۱ تا ۱۳۷۵: مدیر عملیات معاونت عملیات نهاحا
۱۳۷۵ تا ۱۳۸۰: معاونت عملیات نیروی هوایی و معاونت عملیات قرارگاه پدافند هوایی خاتم
۱۳۸۱ تا ۱۳۸۳: جانشین پدافند فرماندهی کل ارتش
۱۳۸۰ تا ۱۳۸۳: فرماندهی نیروی هوایی ارتش
۱۳۸۳ تا ۱۳۸۹: مشاور عالی فرماندهی کل قوا

## فعالیت‌های دانشگاهی
۱۳۷۵ اخذ مدرک دکترا از دانشگاه عالی دفاع ملی
۱۳۷۵ تا ۱۳۸۹ تدریس در دانشگاه

## جایزه‌ها و نشان‌های افتخار
این بخش شامل نشان‌ها و جایزه‌های رسمی امیر پردیس است که بر روی لباس همسان او نصب می‌شود ولی جایزه‌های غیرنظامی و غیررسمی را دربر نخواهد گرفت.
| آجا | دانشگاه عالی دفاع ملی |

|  |  |  |
|  |  |  |
|  |  |  |
|  |  |  |

| نشان فتح درجه دو       |            |              |
| دوره علوم استراتژیک    | دوره دکتری |              |
| دوره مقدماتی           | دوره عالی  | دوره دافوس   |
| دوره دوم دانشگاه افسری | دوره تخصصی | دوره سرپرستی |